# Valençay (formaggio)
Il Valençay è un formaggio francese a pasta molle da latte crudo di capra.
Dal 1998 gode del marchio AOC, ossia dell'Appellation d'origine contrôlée.